# Çeltikçi, Merkezefendi
Çeltikçi là một xã thuộc huyện Merkezefendi, tỉnh Denizli, Thổ Nhĩ Kỳ. Dân số thời điểm năm 2010 là 227 người.